# Collinsovermis monstruosus
Collinsovermis monstruosus - вымерший вид среднекембрийских панартропод из сланцев Бёрджесс в канадской провинции Британская Колумбия, открытый куратором палеонтологии беспозвоночных Десмондом Х. Коллинзом в 1983 году на горе Стивен обитавший в вулиуане, пятой стадии кембрия, то есть 509-505 миллионов лет назад. Научное описание и название получил лишь в 2020 году.

## Название
В 1991 году итальянские палеонтологи Лаура Делле Кейв и Альберто Марио Симонетта опубликовали предварительное написание, основанное на фотографиях, сделанных палеонтологом Коллинзом и назвали этот организм "монстром Коллинза". Полное систематическое название были даны Жак-Бернаром Кароном (Королевский музей Онтарио и университет Торонто) и Седриком Арией (Нанкинский институт геологии и палеонтологии, Китайская академия наук) в 2020 году. Для него было выделено отдельное семейство Collinsovermidae.

## Описание
Длина - 3 см. Имеются 14 пар конечностей, свойственных лобоподам. Передние шесть пар конечностей длиннее задних шесть пар конечностей и вообще типичных ножек многих лобопод. Снабжены они 20-ю парами тонких волосообразных спинул, расположенных V-образно. Каждая спинула обладает 2-мя концевыми коготками, кои дополнительно покрыты крошечными шипами. На каждом сегменте есть пары шипов, соответствующих парам ног. Самые большие шипы на центральных сегментах тела. Голова маленькая, округлая, закрытая щитком, а на её кончике расположено ротовое отверстие. Сходен общим видом с Luolishania longicruris, обнаруженной в 1989 году, а различия состоят в размерах тела и количестве придатков.